# Eduardo Botelho
José Eduardo Botelho, mais conhecido como Eduardo Botelho (Nossa Senhora do Livramento, 8 de março de 1959) é um engenheiro elétrico, matemático e político brasileiro, filiado ao União Brasil (UNIÃO). Exerce seu segundo mandato de deputado estadual pelo Mato Grosso. Ele é o atual presidente da Assembleia Legislativa de Mato Grosso, desde 1.º de fevereiro de 2017.

## Biografia

### Primeiros anos e formação acadêmica
Eduardo Botelho nasceu na cidade de Nossa Senhora do Livramento, no interior do Mato Grosso.
Formou-se em engenharia elétrica e licenciatura em matemática pela Universidade Federal de Mato Grosso (UFMT).

### Política
Filiado ao Partido Socialista Brasileiro (PSB), foi eleito deputado estadual de Mato Grosso, nas eleições de 2014.
Embora Botelho exercia seu primeiro mandato, em 2016, foi eleito presidente da Assembleia Legislativa de Mato Grosso (ALMT).
No ano de 2018, deixou Partido Socialista e filiou-se ao Democratas (DEM). No novo partido, foi reeleito ao cargo.
Nesse mesmo ano, foi acusado pelo Ministério Público de usar seu cargo para obter lucros ilícitos em propina.
Com a fusão do DEM com o Partido Social Liberal (PSL), Botelho entrou para o União Brasil (UNIÃO). No ano de 2022, investiu robustos 600 mil reais para reeleger-se na ALMT, conseguindo após receber 51.998 votos.

## Desempenho Eleitoral
| Ano  | Eleição                 | Cargo             | Partido | Votos  | %                 | Resultado  | Ref.   |
| ---- | ----------------------- | ----------------- | ------- | ------ | ----------------- | ---------- | ------ |
| 2014 | Estadual de Mato Grosso | Deputado Estadual | PSB     | 40.517 | 2,73%             | Eleito     | [ 4 ]  |
| 2018 | Estadual de Mato Grosso | Deputado Estadual | DEM     | 33.788 | 2,23%             | Eleito     | [ 12 ] |
| 2022 | Estadual de Mato Grosso | Deputado Estadual | UNIÃO   | 51.998 | 2,98%             | Eleito     | [ 13 ] |
| 2024 | Municipal de Cuiabá     | Prefeito          | UNIÃO   | 88.977 | 27,77% (3º Lugar) | Não Eleito | [ 14 ] |